# Evangelische Kirche Königsberg (Biebertal)

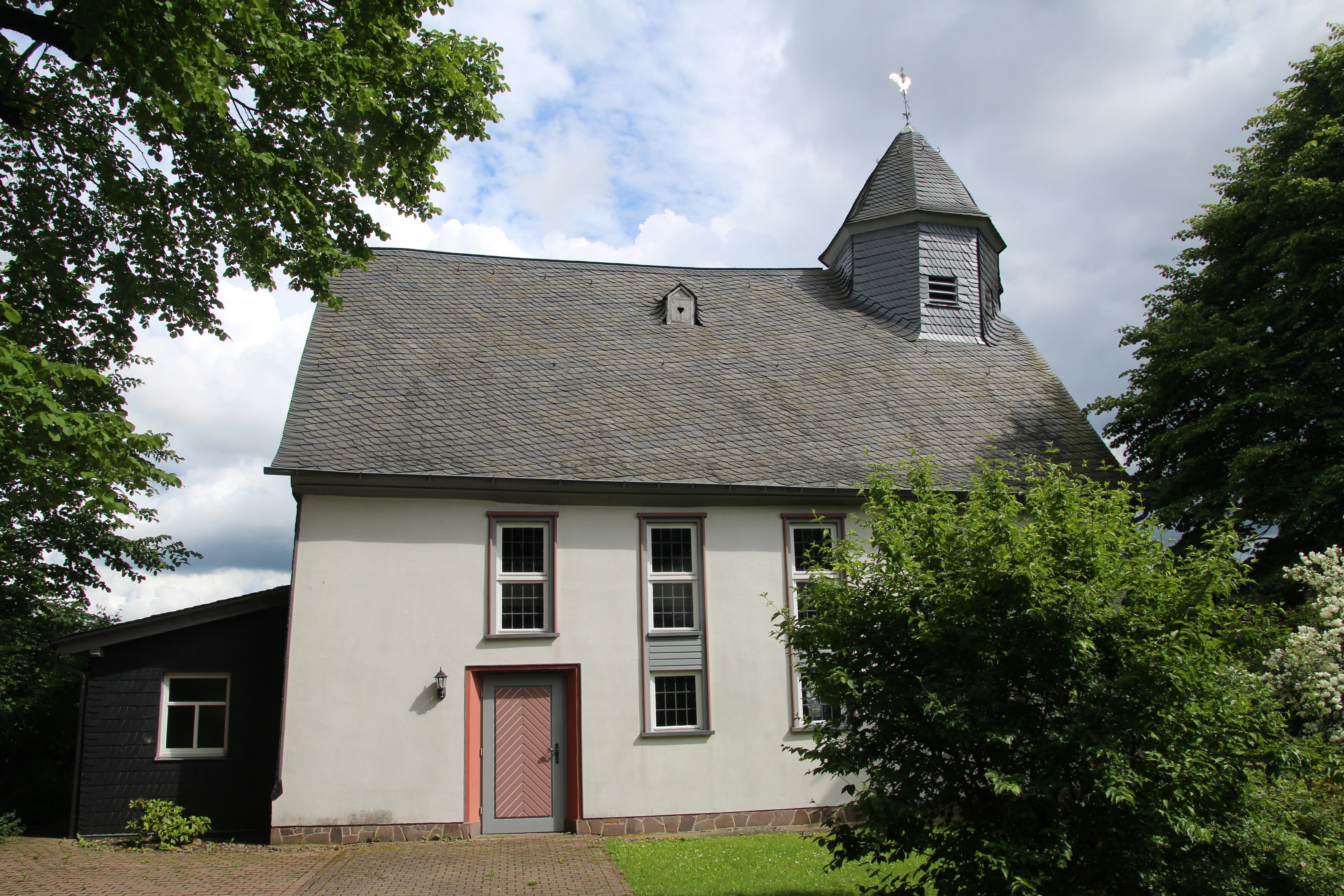
Königsberger Kirche von Nordwesten

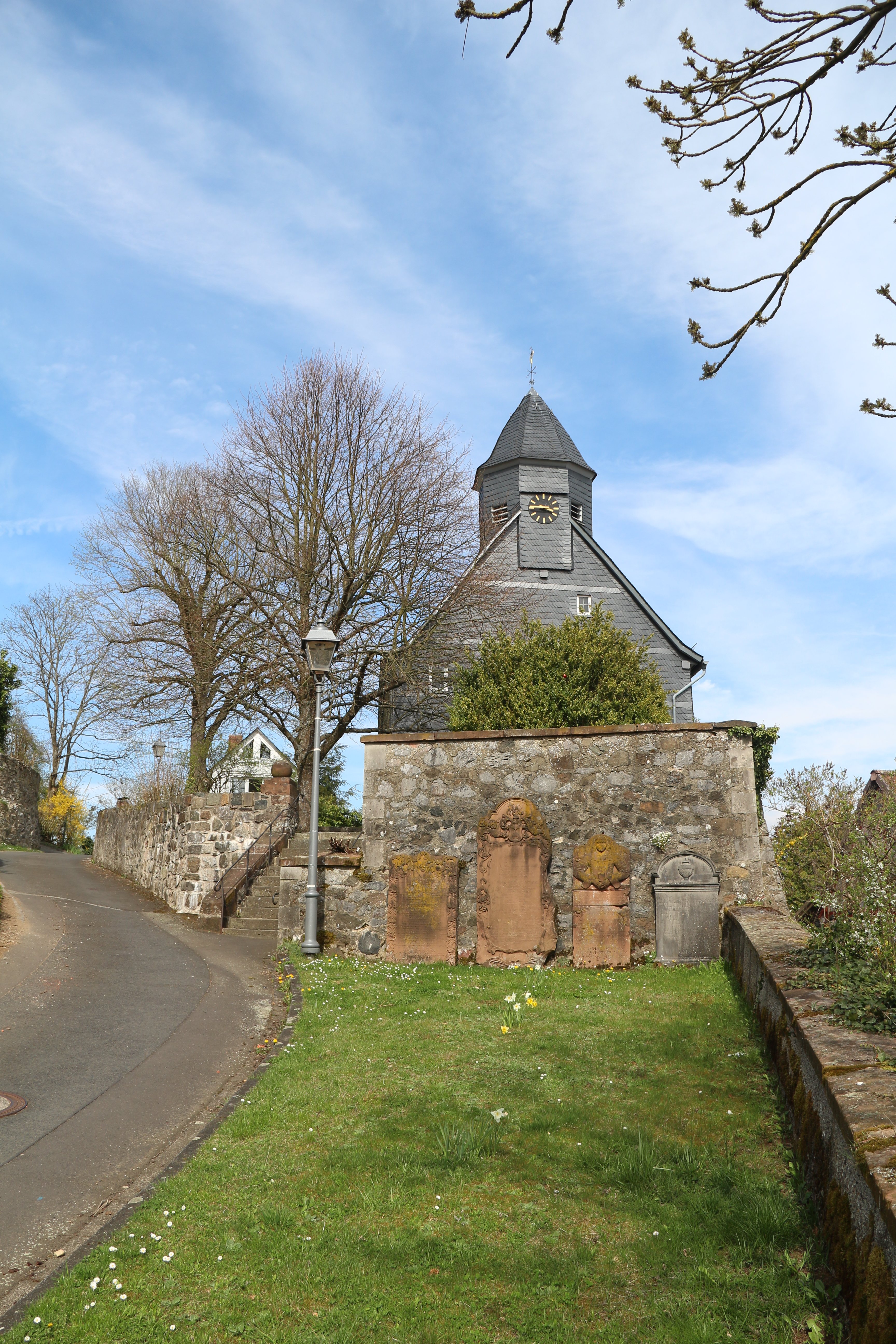
Südwestseite

Die Evangelische Kirche in Königsberg im Landkreis Gießen (Hessen) ist eine barocke Saalkirche aus dem Jahr 1654. Die Kirche ist auf der äußeren Ringmauer der Burg Königsberg errichtet. Das hessische Kulturdenkmal aus verschiefertem Fachwerk hat einen oktogonalen Dachreiter über der südwestlichen Giebelseite.

## Geschichte
Königsberg wurde von Dillheim aus christianisiert und von dort pastoral versorgt. Kirchlich gehörte der Ort zum Dekanat Wetzlar und Archidiakonat St. Lubentius Dietkirchen im Bistum Trier. Im 15. Jahrhundert verfügte Königsberg bereits über eine eigenständige Pfarrei. Altenstädten war Filial. Königsberg war seit früher Zeit Hauptort der umgebenden Ortschaften und Residenz der Grafen von Solms-Königsberg. Im Jahr 1500 wurde Königsberg zur Stadt erhoben. Die Pfarrer wurden bis 1827 als Inspektor bezeichnet, denen ein Kaplan als Hilfsgeistlicher zur Seite stand, der für den Schulunterricht zuständig war. Kirchlich war Königsberg dem Archipresbyterat Wetzlar zugeordnet, das dem Archidiakonat St. Lubentius Dietkirchen im Bistum Trier unterstand. Mit Einführung der Reformation wechselte die Kirchengemeinde zum evangelischen Bekenntnis. Erster lutherischer Pfarrer war Hilarius Crato von Marburg (1565 und 1575).
Im Dreißigjährigen Krieg wurde die Stadt Königsberg, die seit dem 24. September 1624 zur Landgrafschaft Hessen-Darmstadt gehörte, im Rahmen des Hessenkriegs von niederhessischen Truppen beschossen, da Landgraf Georg II. zu den Kaiserlichen hielt. Infolge der Eroberung von Schloss und Stadt am 6. Juni 1647 wurden unter anderem auch die Kirche und das Pfarrhaus zerstört. Von der Kirche blieb nur die unterirdische Krypta erhalten, von der ein gedeckter Gang in das Pfarrhaus unterhalb der Stützmauer geführt hatte.
Obwohl die Königsberger Bürger nach dem Krieg ab 1651 zur Errichtung von Wällen in der Marburger Gegend vom Landgrafen verpflichtet wurden, erbauten sie zeitgleich eine neue Kirche auf den alten Grundmauern. Sie wurde bereits am 3. Februar 1654 fertiggestellt und eingeweiht. Die alte Krypta, in der man seinerzeit auch noch Reste von Grüften vorfand, wurde im 19. Jahrhundert mit Erdreich aufgefüllt.
Hinter dem 1763 errichteten alten Pfarrhaus entstand 1953 ein neues Pfarrhaus mit integriertem Gemeindesaal, der 1979/1980 erheblich vergrößert wurde.
Ende der 1950er Jahre war die Kirche abgängig und der weitere Bestand ungewiss: „Der Zahn der Zeit hat es zernagt und bald wird das Kirchlein in Trümmer fallen.“ Nach langem Hin und Her entschloss sich die Gemeinde zu einer tiefgreifenden Renovierung. In diesem Zuge wurde im Jahr 1961 die nordwestliche Längsmauer in massiver Bauweise neu aufgeführt. Bei der Renovierung 1994 wurde die ursprüngliche farbliche Fassung der Kirche wiederhergestellt.
Die Kirchengemeinden Königsberg und Fellingshausen sind seit 2007 pfarramtlich verbunden.
Nachdem 2022 im Zuge von Bauarbeiten auf dem Nachbargrundstück der Fußbereich der 15 Meter hohen Stützmauern freigelegt worden war, sprach die Baubehörde aus Sicherheitsgründen ein Betretungsverbot der Kirche aus.

## Architektur

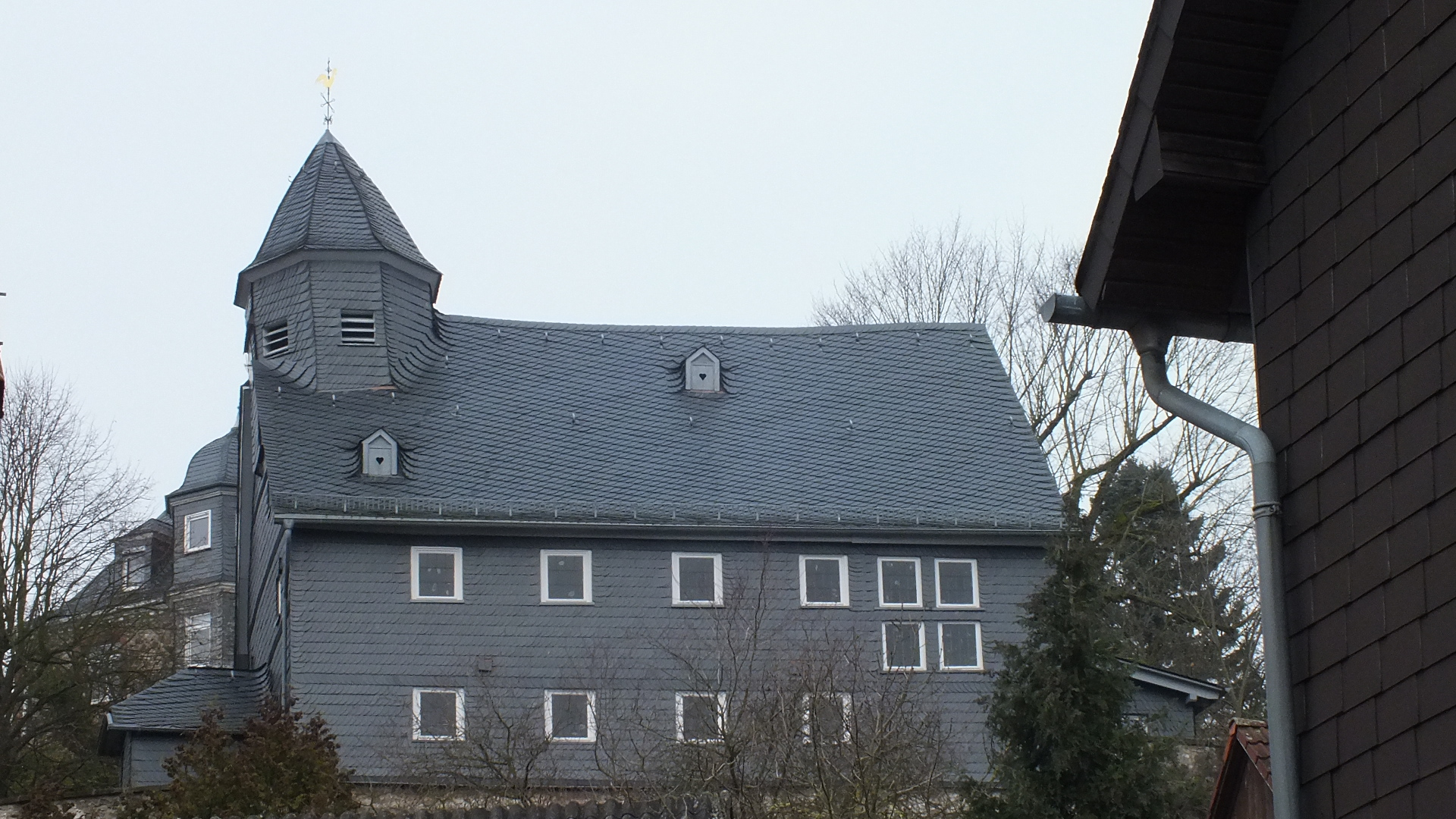
Südostseite

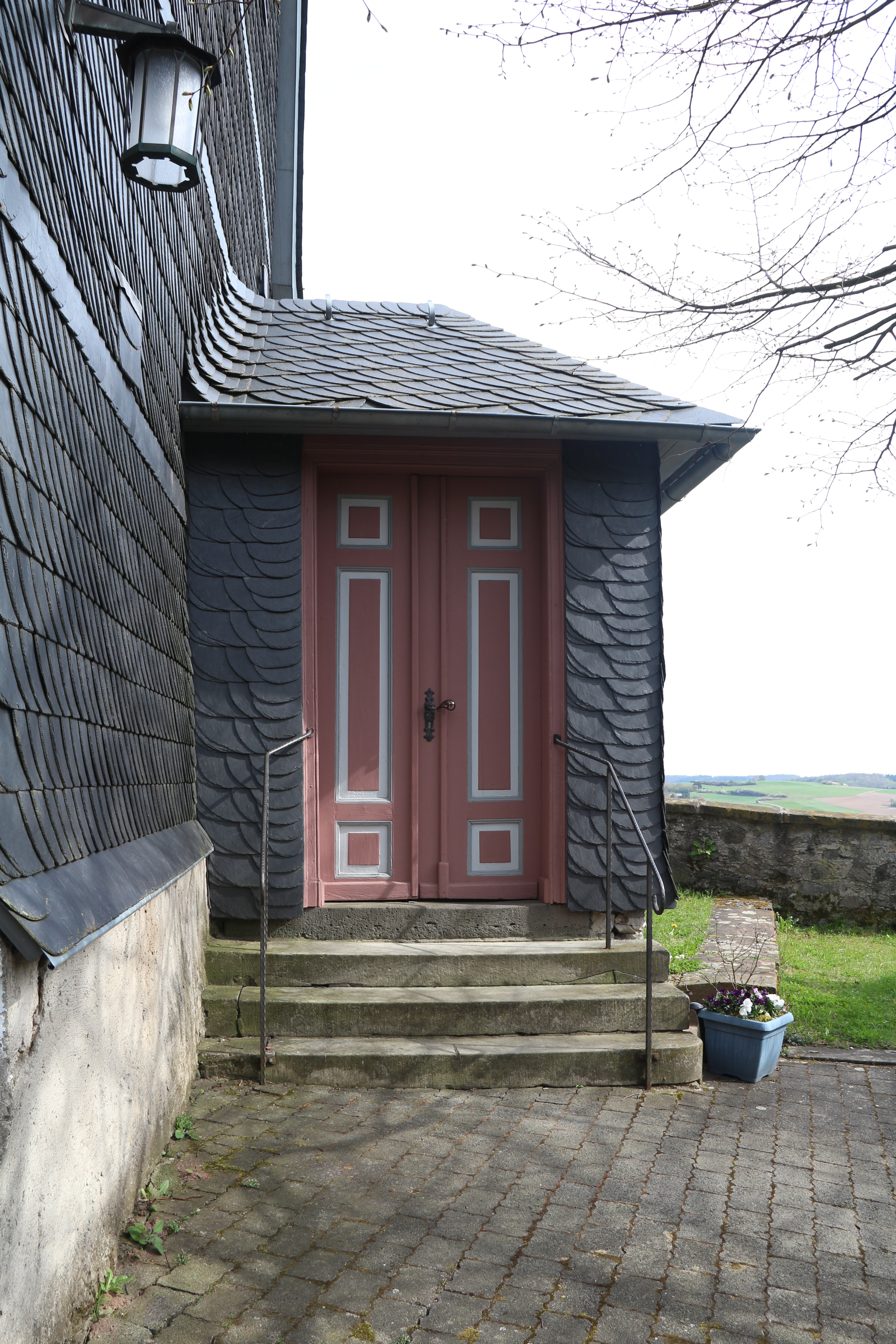
Eingang im Südwesten

Der nicht geostete, sondern nach Nordost ausgerichtete Saalbau aus verschiefertem Fachwerk ist im Norden des alten Ortskerns weithin sichtbar erhöht errichtet. Die Kirche ist auf der äußeren ringförmigen Burgmauer südöstlich des Schlosses unterhalb der Burg erbaut.
Die kleine Saalkirche auf rechteckigem Grundriss hat bis auf die Nordwestseite ihr Fachwerk erhalten. Ein kleiner überdachter Vorbau mit Eingangsbereich an der südwestlichen Giebelseite dient als Windfang und erschließt die Kirche. Drei sehr kleine Rechteckfenster im Südwesten, hohe Rechteckfenster in der erneuerten Nordwestwand und zehn quadratische Fenster an der südöstlichen Langwand belichten die Kirche.
Dem hohen, verschieferten Satteldach sind kleine Gauben aufgesetzt. Der ebenfalls verschieferte Dachreiter schließt bündig mit der Südwestwand ab und hat in der Giebelspitze das Ziffernblatt der Turmuhr. Die oktogonale Glockenstube mit quadratischen Schalllöchern wird von einer Welschen Haube abgeschlossen, die von einem schmiedeeisernen Kreuz und Wetterhahn bekrönt wird. Der Dachreiter beherbergte vor dem Ersten Weltkrieg ein Dreiergeläut. Die größte davon wurde laut Inschrift im Jahre 1615  gegossen. Die mittlere trug die Inschrift "Grundlose Barmherzigkeit hilf". Die kleinste Glocke, die nur an den drei hohen Festen geläutet wurde, wurde im Volksmund als Weißes Glöckchen bezeichnet. Sie und wahrscheinlich auch die mittlere wurde im Ersten Weltkrieg an die Rüstungsindustrie abgeliefert. 1927 ließ die Gemeinde durch die Glockengießerei Schilling in Apolda für 2237,50 Mark zwei neue Glocken gießen und hatte wieder ein Dreiergeläut. Im Zweiten Weltkrieg wurden die beiden großen Glocken eingeschmolzen. Die älteste von 1615 (300 kg, 0,78 Meter Durchmesser) entging dem Einschmelzen und gelangte wieder zurück. Sie trägt die Inschrift „Anno MDCXV gos mich Melchior Balthasar Moeninck zu Erffurdt im Namen Gottes VDMIAE“. Die Verluste des Zweiten Weltkriegs konnten in den 1950er Jahren ersetzt werden.

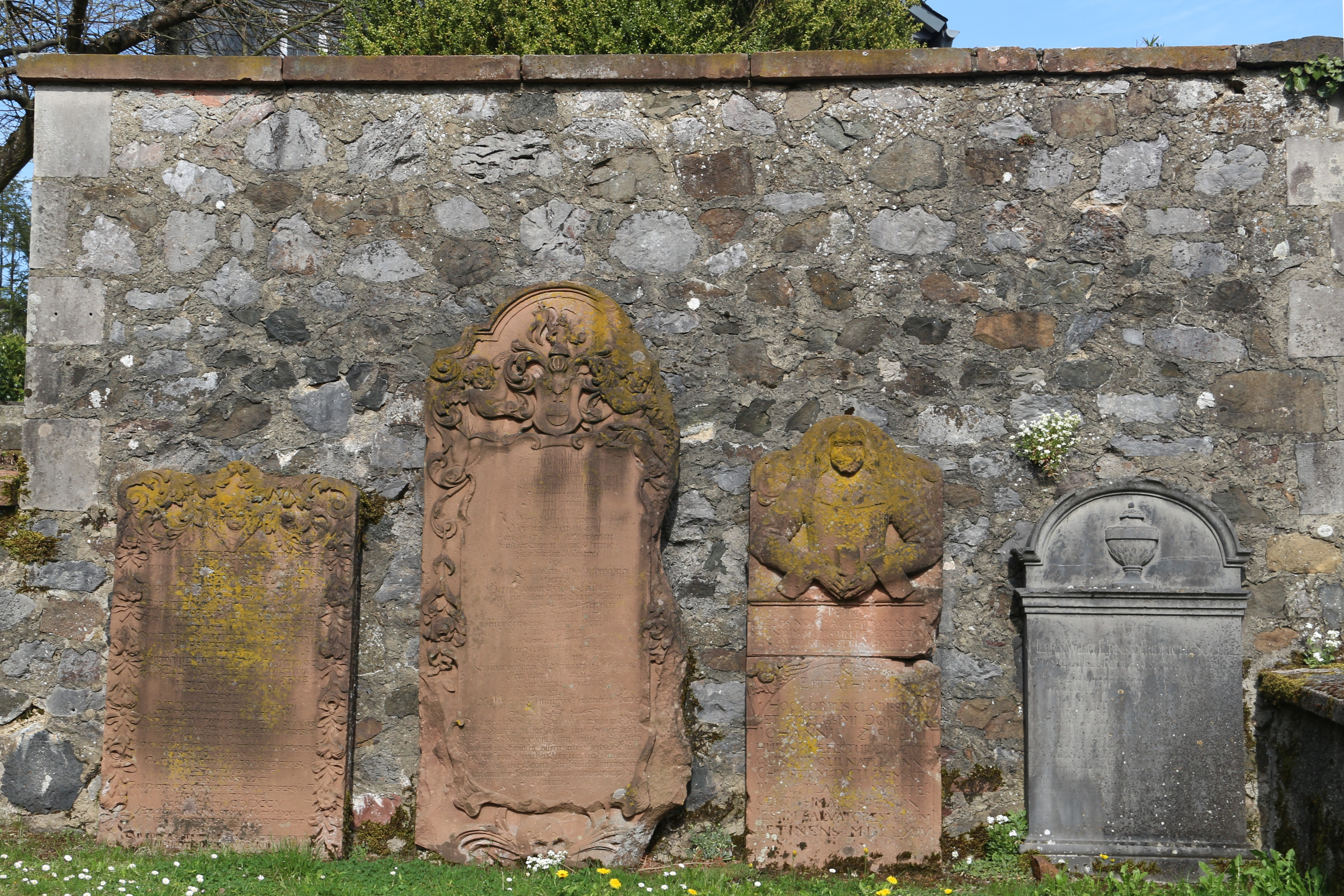
Grabsteine an der Kirchhofmauer

Auf dem Kirchhof sind vier Grabsteine sekundär in die Mauer der Schlossstraße südwestlich der Kirche vermauert. Drei Grabmäler aus rotem Sandstein stammen aus dem Barock. Das linke, hochrechteckige Epitaph von 1705 hat ein großes Schriftfeld, das an den Seiten von Girlanden aus Blumen und Schleifen und oben mit Akanthus und Voluten abgeschlossen wird. Im mittleren Grabstein von 1741 ist unter einem Rundbogen ein Wappenschild zu sehen, der von zwei Engeln gehalten wird. Das Schriftfeld wird von Blüten und Ranken gerahmt. Das dritte Epitaph für Johannes Zisler (1602–1664), Schultheiß zu Königsberg, zeigt den Verstorbenen als Halbfigur über zwei Inschriftenfeldern. Der graue Grabstein für Wilhelm Ernst Fri(e)drich Schulz (1737–1814), großherzoglich-hessischer Regierungsrat und Amtmann in Königsberg, mit einer Urne unter dem bekrönenden Rundbogen ist vom Klassizismus geprägt.

## Ausstattung

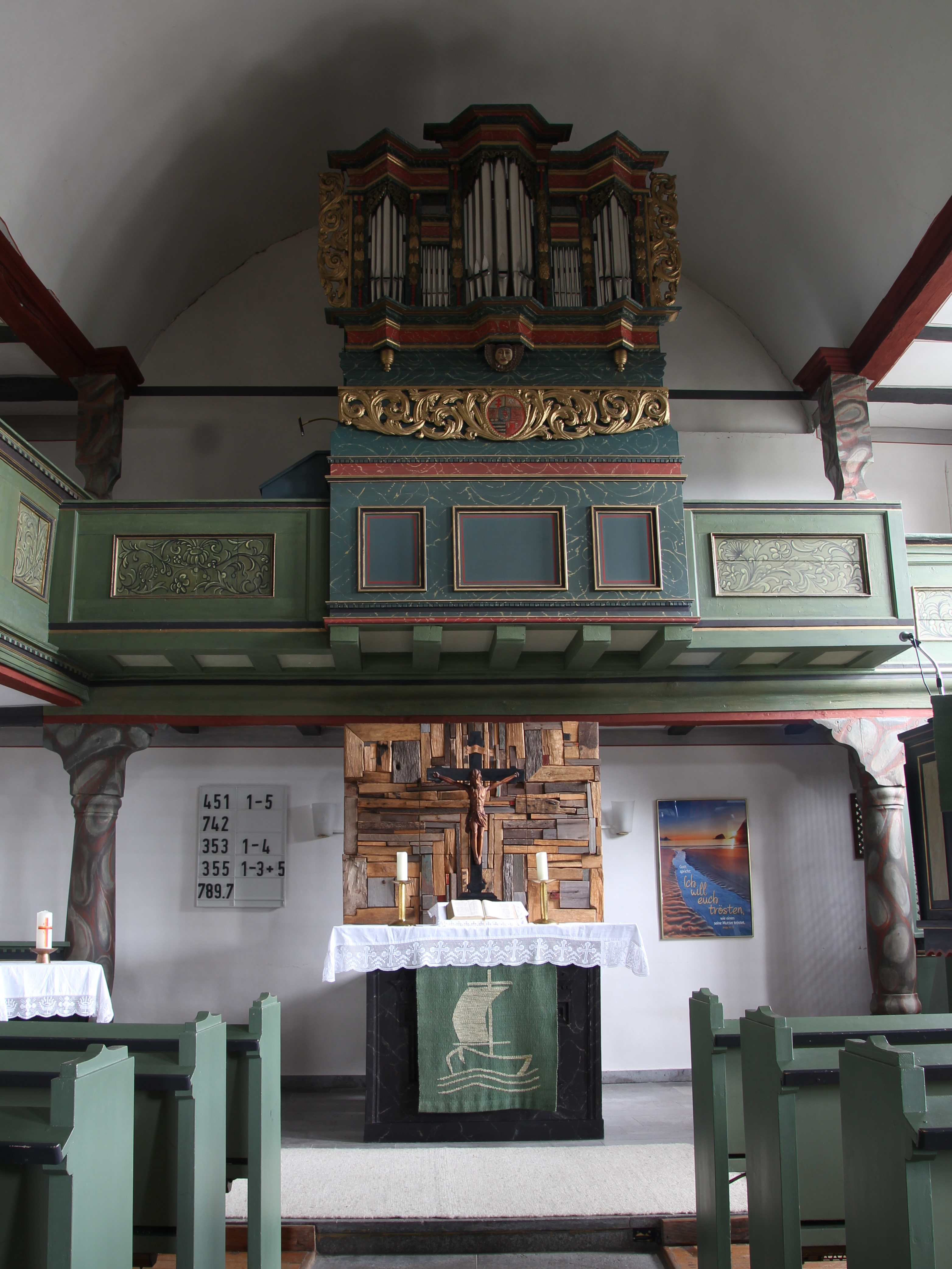
Innenraum Richtung Osten

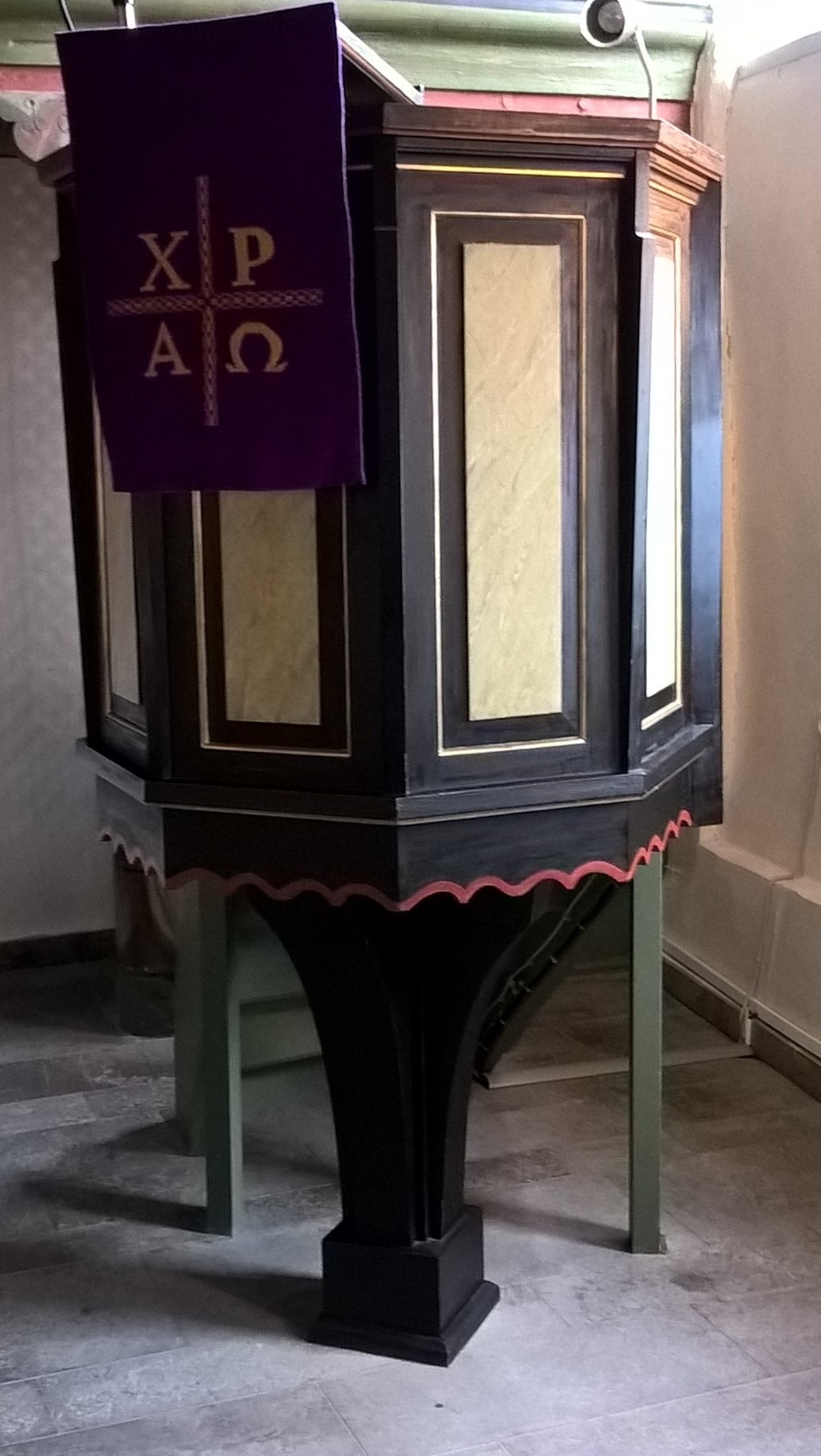
Barocke Kanzel

In die Kirche ist eine dreiseitig umlaufende, hölzerne Empore eingebaut, die an der Südseite nur die Hälfte einnimmt, um den Platz vor der Kanzel freizulassen. Achteckige Holzpfosten mit Bügen stützen zwei Längsunterzüge und beziehen die Empore ein. Die Empore hat querrechteckige Füllungen, die mit stilisierten Blumen und Ranken bemalt sind. Die Brüstungsmalereien stammen aus den 1760er Jahren. Die Orgelempore im Osten ist ähnlich, aber im Detail anders gestaltet. Die Jahreszahl 1697 an einem Tragpfosten der Orgelempore deutet auf die Errichtung oder eine Renovierung derselben hin. Der Innenraum wird in der Mitte von einer halbrunden Holztonne abgeschlossen, während über den Emporen eine flache Balkendecke eingezogen ist, deren Zwischenräume verputzt sind.
Zu den ursprünglichen Einrichtungsgegenständen aus der Erbauungszeit gehört die schlichte, hölzerne, polygonale Kanzel mit hochrechteckigen Füllungen in den Kanzelfeldern und einem viereckigen Fuß. Der quaderförmige Altar von 1961 ist aus Holz gefertigt. Die schwarze Bemalung mit weißer Aderung imitiert Marmor. Auf dem Altar steht ein Kruzifix des Dreinageltypus. Hinter dem Altar ist in derselben Breite eine Krippe aufgestellt, deren Holzstücke die Form des Kreuzes aufgreifen. Die Krippe wird zur Weihnachtszeit geöffnet und zeigt Szenen der Geburt Christi. Das hölzerne Kirchengestühl lässt einen Mittelgang frei und weist wie die Emporen eine olivgrüne Fassung auf.

## Orgel

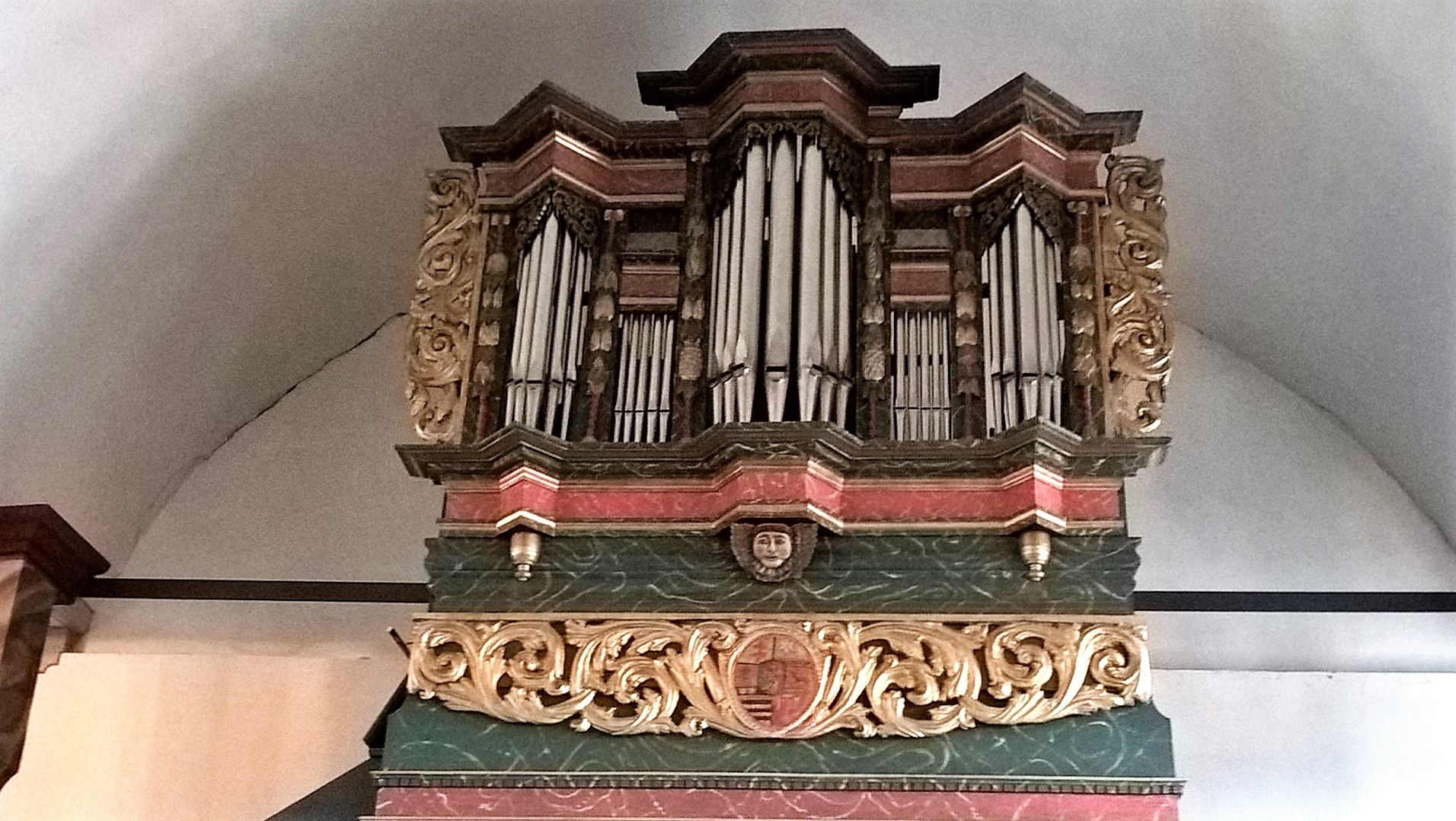
Orgelprospekt von 1751

Im März 1751 wurde unter Amtmann v. Avemann, Amtsschultheiß Scriba und Bürgermeister Cramer die Anschaffung einer Orgel beschlossen und der Orgelbauer Dreuth aus Griedel mit der Fertigung derselben beauftragt. Der Preis betrug 200 Gulden. Im Februar des folgenden Jahres wurde das neue Instrument aufgestellt. 1921 wurde es durch einen Neubau der Firma W. Sauer Orgelbau mit neun Registern auf zwei Manualen und Pedal und einer pneumatischen Traktur ersetzt. Ein Umbau durch Friedrich Weigle erfolgte im Jahr 1938. Die Licher Firma Förster & Nicolaus rekonstruierte die ursprüngliche Disposition hinter dem historischen Prospekt von Dreuth unter Ergänzung eines Pommers im Pedal.
| I Manual C–       |    |
| Gedackt B/D       | 8′ |
| Principal         | 4′ |
| Gamba D           | 8′ |
| Gedackt           | 4′ |
| Octave            | 2′ |
| Sesquialtera II D |    |
| Mixtur III        |    |

| Pedal C– |     |
| Subbass  | 16′ |
| Pommer   | 8′  |